# Escatologie în Islam
Escatologia în Islam se referă la credința în viața de după moarte, care este la fel de veche ca istoria gândirii umane. Convingerea că ființele umane continuă să supraviețuiască într-o formă sau alta după moarte a dus la un corp de gândire speculativă denumită în general escatologie. În consecință, toate comunitățile și școlile din cadrul fiecărei religii, în funcție de numărul și calibrul savanților lor, și-au dezvoltat propriile doctrine distincte de escatologie. Discursul teologic și filozofic despre escatologie, cu excepția credinței în reînvierea fizică pură, depinde de mulți factori legați de credința în suflet sau spirit și de supraviețuirea acestuia după moartea fizică.
Escatologia islamică este o ramură a credinței islamice legată de sfârșitul istoriei. Musulmanii o numesc Ziua Învierii sau Ziua Judecății , unde viața se termină, urmată de înviere și socoteală cu Dumnezeu Atotputernicul. Timpul și ziua judecății nu sunt specificate, dar conform profețiilor există semne minore și majore ale zilei învierii care prevestesc iminența apariției ei. Câteva versete din Coran menționează anumite detalii despre Ziua Judecății.

## Învierea
Tema principală a Surei Al-Qiyamah este Învierea. Hadithurile Profetului și comentariile savanților musulmani precum Al-Ghazali, Ibn Kathir, Ibn Majah, Al-Bukhari și Ibn Khuzaymah descriu evenimentele zilei învierii. 
Hadithurile Profetului sunt mai specifice decât Coranul și descriu douăsprezece semne majore ale Învierii. În Ziua invierii va fi anarhie și mare haos pe pământ, precum și în cer. Unele dintre evenimentele majore se concentrează pe Isa bin Maryam (Isus, fiul Mariei) și a așteptatului Mahdi. Mahdi stabilește o regulă în Medina, în care dreptatea și calea cea dreaptă vor dura, în timp ce Iisus, fiul Mariei, coboară din Paradis și se luptă cu Al-Masih ad-Dajjal. Aceste două personalități vor elibera islamul de extremism și slăbiciune. Cele două evenimente vor fi urmate de ani în care oamenii trăiesc conform valorilor islamice.
Ca și alte religii avraamice, Islamul își învață adepții că va exista înviere după moarte, urmată de o socotire finală și de o separare veșnică între credincioși și păcătoși.

## Cele șase articole de credință islamică
1.     Credința în Dumnezeu, singurul demn de venerație;
2.     Credința în toți profeții și trimișii lui Dumnezeu;
3.     Credința în cărțile trimise de Dumnezeu;
4.     Credința în îngeri;
5.     Credința în Ziua Judecății și în înviere (Al-Qiyama);
6.     Credința în destin (Qadaa și Qadar în arabă). (Aceasta nu înseamnă că un om este predeterminat în acțiuni sau să trăiască o anumită viață. Dumnezeu i-a dat liberul arbitru pentru a-i permite să ia decizii.)